# 伊丹十三奖
伊丹十三奖（日语：伊丹十三賞）是為了紀念日本导演伊丹十三设立的獎項，奖励日本国内於各領域活躍的创作者。由ITM伊丹記念財団、一六本舗主辦。

## 简介
伊丹十三奖第一回在2009年3月颁发，由伊丹十三纪念馆承担。
原定於西元奇數年針對語言表達上有傑出表現者頒發，如散文、紀實類等；偶數年則針對影像創作，如影視圖像創作工作者頒發。由評選委員會就當時業界有傑出表現者進行提名與評選，如第一回於2009年頒發，即時針對自2007年1月至2008年12月有傑出表現的工作者進行觀察。但在第三回(2011年)之後取消此項限制。

伊丹十三導演紀念館館長，同時也是伊丹十三遺孀-女演員宮本信子表示，本獎項評選的考量的重點是「有趣」、「令人出其不意」且「普羅大眾都能領略」。

## 得奖者
- 第1回(2009) - 糸井重里(撰稿人)-受獎時年61歲
- 第2回(2010) - 塔摩利(主持人)-受獎時年65歲
- 第3回(2011) - 内田树(哲學家)-受獎時年61歲
- 第4回(2012) - 森本千绘(設計師、學者)-受獎時年36歲
- 第5回(2013) - 池上彰(記者)-受獎時年62歲
- 第6回(2014) - Lily Franky(演員、繪本作家、文字工作者)-受獎時年50歲
- 第7回(2015) - 新井敏記(記者)-受獎時年61歲
- 第8回(2016) - 是枝裕和(電影導演)-受獎時年53歲
- 第9回(2017) - 星野源(演員、音樂家、文字工作者)-受獎時年36歲
- 第10回(2018) -磯田道史（日本史学者）-受獎時年47歲
- 第11回(2019) -玉川奈々福（音樂家、說唱藝術家）-受獎時年54歲
- 第12回(2020) -宮藤官九郎（劇作家、導演、演員）-受獎時年49歲
- 第13回(2021) -清水美智子（藝人）-受獎時年61歲
- 第14回(2022) -小池一子（創意總監、設計師）-受獎時年61歲
- 第15回(2023) -三谷幸喜（編劇、導演）-受獎時年62歲
- 第16回(2024) -のん（演員、音樂家）-受獎時年31歲

## 选考委员
- 周防正行（电影導演）
- 南伸坊(漫畫家)
- 中村好文（伊丹十三纪念馆设立建筑家）
- 平松洋子(作家)